# SV Aartselaar

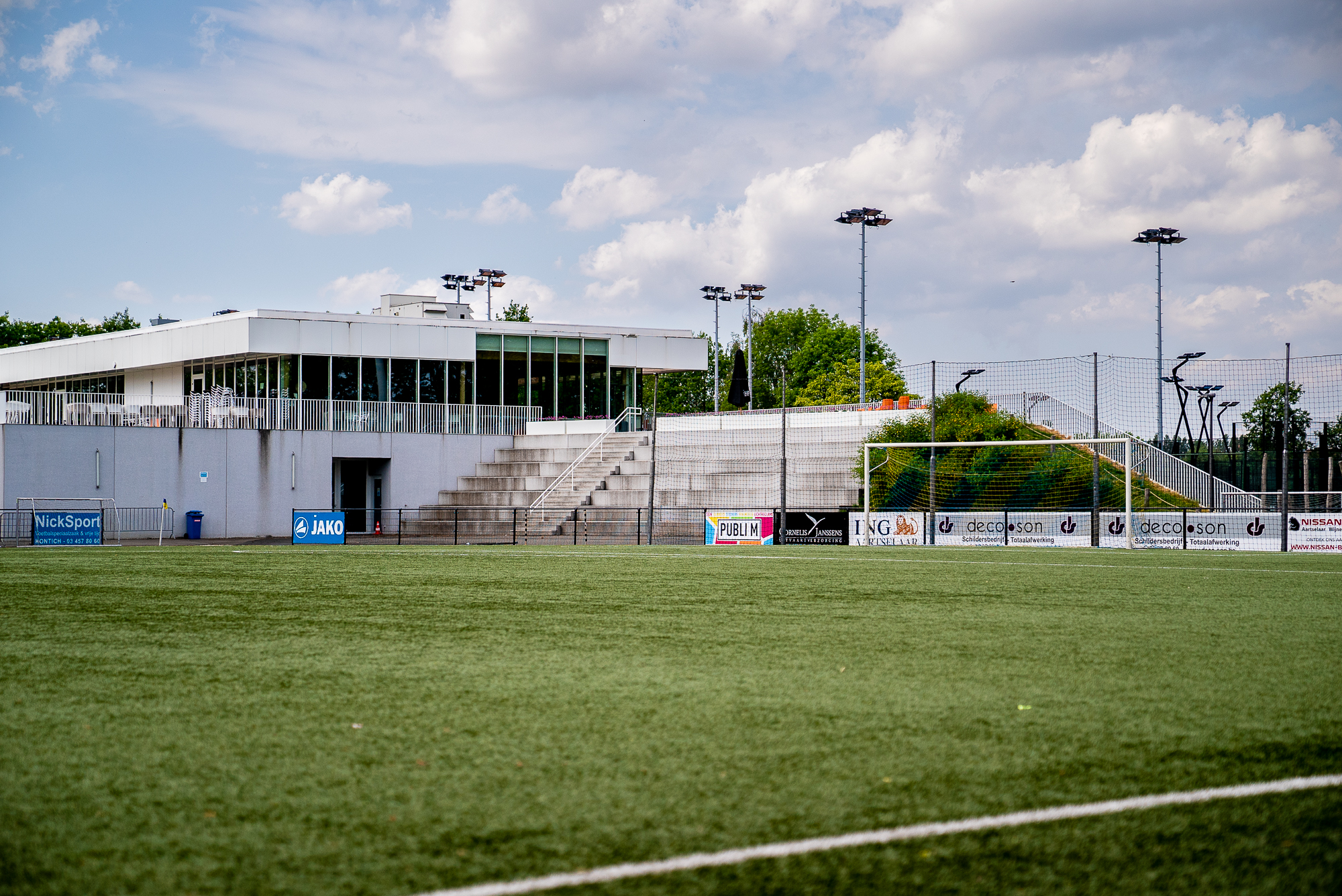
Sportcentrum Aartselaar in 2022

KSV Aartselaar is een Belgische voetbalclub uit Aartselaar. De club is aangesloten bij de KBVB met stamnummer 7302 en heeft geel en blauw als kleuren. De club speelt al zijn hele bestaan in de Antwerpse provinciale reeksen. 

## Geschiedenis
In 1953 werd de club opgericht als SV Leonardus. De naam werd in 1968 gewijzigd naar het huidige "SV Aartselaar". 